# Saturn-Award-Verleihung 2005
Die 31. Saturn-Award-Verleihung fand am 3. Mai 2005 statt. Erfolgreichste Produktion mit fünf Auszeichnungen wurde Spider-Man 2.

## Nominierungen und Gewinner

### Film
| Kategorie                               | Preisträger                                                | Film                                  | Nominierungen |
| --------------------------------------- | ---------------------------------------------------------- | ------------------------------------- | --- |
| Bester Science-Fiction-Film             |                                                            | Vergiss mein nicht!                   | Butterfly Effect The Day After Tomorrow Die Vergessenen I, Robot Sky Captain and the World of Tomorrow |
| Bester Horrorfilm                       |                                                            | Shaun of the Dead                     | Blade: Trinity Dawn of the Dead The Grudge – Der Fluch Open Water Saw Van Helsing |
| Bester Fantasyfilm                      |                                                            | Spider-Man 2                          | Birth Harry Potter und der Gefangene von Askaban Hellboy Lemony Snicket – Rätselhafte Ereignisse House of Flying Daggers |
| Bester Action-/Adventure-/Thriller-Film |                                                            | Kill Bill – Volume 2                  | Aviator Die Bourne Verschwörung Collateral Der Manchurian Kandidat Das Vermächtnis der Tempelritter Das Phantom der Oper |
| Bester Animationsfilm                   |                                                            | Die Unglaublichen                     | Der Polarexpress Große Haie – Kleine Fische Shrek 2 – Der tollkühne Held kehrt zurück |
| Beste Regie                             | Sam Raimi                                                  | Spider-Man 2                          | Michael Mann für Collateral Michel Gondry für Vergiss mein nicht! Alfonso Cuarón für Harry Potter und der Gefangene von Askaban Quentin Tarantino für Kill Bill – Volume 2 Zhang Yimou für House of Flying Daggers |
| Bestes Drehbuch                         | Alvin Sargent                                              | Spider-Man 2                          | Jean-Claude Carrière, Milo Addica & Jonathan Glazer für Birth Steven Kloves für Harry Potter und der Gefangene von Askaban Guillermo del Toro, Peter Briggs & Mike Mignola für Hellboy Robert Gordon für Lemony Snicket – Rätselhafte Ereignisse Feng Li, Wang Bin & Zhang Yimou für House of Flying Daggers |
| Beste Spezialeffekte                    | John Dykstra Scott Stokdyk Anthony LaMolinara John Frazier | Spider-Man 2                          | Peter Chiang, Pablo Helman & Thomas J. Smith für Riddick: Chroniken eines Kriegers Karen E. Goulekas, Neil Corbould, Greg Strause & Remo Balcells für The Day After Tomorrow Roger Guyett, Tim Burke, Bill George & John Richardson für Harry Potter und der Gefangene von Askaban John Nelson, Andy Jones (VI), Erik Nash & Joe Letteri für I, Robot Scott Squires, Ben Snow, Daniel Jeannette & Syd Dutton für Van Helsing |
| Beste Musik                             | Alan Silvestri                                             | Van Helsing                           | John Williams für Harry Potter und der Gefangene von Askaban Michael Giacchino für The Incredibles – Die Unglaublichen Alan Silvestri für Der Polarexpress Ed Shearmur für Sky Captain and the World of Tomorrow Danny Elfman für Spider-Man 2 |
| Bestes Kostüm                           | Kevin Conran                                               | Sky Captain and the World of Tomorrow | Jany Temime für Harry Potter und der Gefangene von Askaban Wendy Partridge für Hellboy Alexandra Byrne für Das Phantom der Oper Emi Wada für House of Flying Daggers Gabriella Pescucci & Carlo Poggioli für Van Helsing |
| Bestes Make-Up                          | Jake Garber Matt Rose Mike Elizalde                        | Hellboy                               | David LeRoy Anderson & Mario Cacioppo für Dawn of the Dead Nick Dudman & Amanda Knight für Harry Potter und der Gefangene von Askaban Valli O’Reilly & Bill Corso für Lemony Snicket – Rätselhafte Ereignisse Paul Jones für Resident Evil: Apocalypse Greg Cannom & Steve LaPorte für Van Helsing |
| Bester Hauptdarsteller                  | Tobey Maguire                                              | Spider-Man 2                          | Matt Damon für Die Bourne Verschwörung Tom Cruise für Collateral Jim Carrey für Vergiss mein nicht! Johnny Depp für Wenn Träume fliegen lernen Christian Bale für Der Maschinist |
| Beste Hauptdarstellerin                 | Blanchard Ryan                                             | Open Water                            | Nicole Kidman für Birth Kate Winslet für Vergiss mein nicht! Julianne Moore für Die Vergessenen Uma Thurman für Kill Bill – Volume 2 Zhang Ziyi für House of Flying Daggers |
| Bester Nebendarsteller                  | David Carradine                                            | Kill Bill – Volume 2                  | Gary Oldman für Harry Potter und der Gefangene von Askaban John Turturro für Das geheime Fenster Giovanni Ribisi für Sky Captain and the World of Tomorrow Alfred Molina für Spider-Man 2 Liev Schreiber für Der Manchurian Kandidat |
| Beste Nebendarstellerin                 | Daryl Hannah                                               | Kill Bill – Volume 2                  | Kim Basinger für Final Call – Wenn er auflegt, muss sie sterben Irma P. Hall für Ladykillers Meryl Streep für Der Manchurian Kandidat Diane Kruger für Das Vermächtnis der Tempelritter Angelina Jolie für Sky Captain and the World of Tomorrow |
| Bester Nachwuchsschauspieler            | Emmy Rossum                                                | Das Phantom der Oper                  | Cameron Bright für Birth Freddie Highmore für Wenn Träume fliegen lernen Daniel Radcliffe für Harry Potter und der Gefangene von Askaban Perla Haney-Jardine für Kill Bill – Volume 2 Jonathan Jackson für Riding the Bullet |

### Fernsehen
| Kategorie                             | Preisträger    | Film                                       | Nominierungen |
| ------------------------------------- | -------------- | ------------------------------------------ | --- |
| Beste Fernsehpräsentation             |                | Farscape: The Peacekeeper Wars (Miniserie) | 5ive Days to Midnight Earthsea – Die Saga von Erdsee Salem’s Lot – Brennen muss Salem The Dead Will Tell The Quest – Jagd nach dem Speer des Schicksals                                                                            |
| Beste Network-Fernsehserie            |                | Lost                                       | Alias – Die Agentin Angel – Jäger der Finsternis CSI: Den Tätern auf der Spur Star Trek: Enterprise Smallville |
| Beste Syndication-/Kabel-Fernsehserie |                | Stargate – Kommando SG-1                   | 4400 – Die Rückkehrer Dead Like Me – So gut wie tot Dead Zone Nip/Tuck – Schönheit hat ihren Preis Stargate Atlantis |
| Bester TV-Hauptdarsteller             | Ben Browder    | Farscape: The Peacekeeper Wars (Miniserie) | Matthew Fox für Lost Julian McMahon für Nip/Tuck – Schönheit hat ihren Preis Tom Welling für Smallville Richard Dean Anderson für Stargate – Kommando SG-1 Noah Wyle für The Quest – Jagd nach dem Speer des Schicksals            |
| Beste TV-Hauptdarstellerin            | Claudia Black  | Farscape: The Peacekeeper Wars (Miniserie) | Jennifer Garner für Alias – Die Agentin Amber Tamblyn für Die himmlische Joan Evangeline Lilly für Lost Kristen Bell für Veronica Mars Anne Heche für The Dead Will Tell                                                           |
| Bester TV-Nebendarsteller             | Terry O’Quinn  | Lost                                       | James Marsters für Angel – Jäger der Finsternis Dominic Monaghan für Lost Michael Rosenbaum für Smallville Michael Shanks für Stargate – Kommando SG-1 Kyle MacLachlan für The Quest – Jagd nach dem Speer des Schicksals          |
| Beste TV-Nebendarstellerin            | Amanda Tapping | Stargate – Kommando SG-1                   | Amy Acker für Angel – Jäger der Finsternis Erica Durance für Smallville Torri Higginson für Stargate Atlantis Samantha Mathis für Salem’s Lot – Brennen muss Salem Sonya Walger für The Quest – Jagd nach dem Speer des Schicksals |

### Homevideo
| Kategorie                                        | Preisträger | Film                                                                                                  | Nominierungen |
| ------------------------------------------------ | ----------- | --- | --- |
| Beste DVD-Veröffentlichung                       |             | Starship Troopers 2: Held der Föderation                                                              | Bionicle 2: Legends of Metru Nui Juon: The Curse Der König der Löwen 3 – Hakuna Matata The Lost Skeleton of Cadavra Ripley’s Game                                                                                                   |
| Beste DVD-Veröffentlichung eines Klassikers      |             | Zombie                                                                                                | Aladdin Duell Tanz der Vampire Freaks THX 1138 |
| Beste DVD-Veröffentlichung einer Special-Edition |             | Der Herr der Ringe: Die Rückkehr des Königs (für den Extended Cut)                                    | Riddick: Chroniken eines Kriegers (für den Unrated Director’s Cut) Hellboy (für den Director’s Cut) King Arthur (für die Extended Unrated Version) Shrek 2 – Der tollkühne Held kehrt zurück Spider-Man 2 (für die Special Edition) |
| Beste DVD-Veröffentlichung einer Fernsehserie    |             | Smallville (für Staffel 2–3)                                                                          | Buffy – Im Bann der Dämonen (für Staffel 2–3) Farscape (für Staffel 4) Die Simpsons (für Staffel 4–5) Star Trek: Raumschiff Voyager (für Staffel 1–7) Gefangene der Zeit                                                            |
| Beste DVD-Neuveröffentlichung einer Fernsehserie |             | Raumschiff Enterprise                                                                                 | Jonny Quest Im Land der Saurier (für Staffel 1–2) Verschollen zwischen fremden Welten (für Staffel 1–2) Mein Onkel vom Mars (für Staffel 1) Night Gallery (für Staffel 1)                                                           |
| Beste DVD-Kollektion                             |             | Krieg der Sterne Das Imperium schlägt zurück Die Rückkehr der Jedi-Ritter (für The Star Wars Trilogy) | The Best Of Abbott & Costello 1-3 The Marx Brothers Silver Collection The Monster Legacy Collections The Tarzan Collection Matrix, Matrix Reloaded, Matrix Revolutions, Animatrix (für The Ultimate Matrix Collection)              |

### Ehrenpreise
| Kategorie                  | Preisträger                    | Film | Nominierungen |
| -------------------------- | ------------------------------ | --- | ------------- |
| Special Award              |                                | Raumschiff Enterprise: Das nächste Jahrhundert Star Trek: Deep Space Nine Star Trek: Raumschiff Voyager (Special Recognition Award für die Star-Trek-Fernsehserien, 1987–2005) |               |
| Filmmaker’s Showcase Award | Kerry Conran                   | |               |
| Life Career Award          | Tom Rothman Stephen J. Cannell | |               |
| Service Award              | Bill Liebowitz                 | |               |